# 294
Năm 84 là một năm trong lịch Julius.